# Elizabeth Peratrovich
Elizabeth Peratrovich (4 de julio de 1911, Petersburg, Alaska - 1 de diciembre de 1958, Seattle, Washington) fue una activista estadounidense por la lucha de los derechos de los nativos alasqueños. En 1945, junto a su esposo reúnen a la comunidad indígena de Alaska para asegurar la aprobación de la primera ley antidiscriminación de Estados Unidos.

## Vida personal
Nacida el 4 de julio de 1911, en Petersburg, en ese entonces distrito de Alaska, Elizabeth fue la hija biológica de una mujer indígena junto a su cuñado, un hombre irlandés, quienes dejarían a Peratrovich al cuidado del ejército de salvación. Finalmente, Elizabeth sería adoptada por Andrew Wanamaker, quien era un ministro presbiteriano, y su esposa Jean Wanamaker, quien se dedicaba a la cestería. Su padre adoptivo era uno de los miembros fundadores de la hermandad de nativos alasqueños, una organización sin fines de lucro formada para combatir el racismo. 
En su niñez creció en Sitka, hablando inglés y tlingit. Luego, a los 10 años de edad se mudó junto a su familia a Klawock, en este lugar es donde conocería a su futuro marido, Roy Peratrovich, quien era hijo de un pescador de los Balcanes y de una mujer tlingit. Su boda se llevó a cabo en 1931. Su esposo, Roy Peratrovich, se convertiría en el alcalde de Klawock ejerciendo un total de 4 mandatos. Roy, además, fue el presidente de la fraternidad de nativos alasqueños. Juntos tuvieron tres hijos: Roy Jr., Frank Allen y Loretta Marie.

## Activismo
En el año 1941, la familia Peratrovich se muda a Juneau. Elizabeth es electa como presidente de la sororidad de nativas alasqueñas, como contraparte, su marido era el presidente de la fraternidad de nativos alasqueños. Juntos, observaron las injusticias y discriminación que los nativos alasqueños enfrentaban en una sociedad segregada en la que había escuelas, hospitales, restaurantes y cementerios exclusivamente para gente blanca. Por ejemplo, en 1941, en Douglas (a las afueras de Juneau), los Peratrovich fueron testigos de una señal en la entrada de un hotel que expresaba “no se permiten nativos”. Por este asunto el matrimonio decide escribirle una carta al entonces gobernador del territorio de Alaska, Ernest Gruening, en este escrito expresaron lo siguiente: "el propietario del hotel parecería no darse cuenta que los muchachos nativos están tan dispuestos como los muchachos blancos a dar sus vidas por la libertad que él goza".

### Ley antidiscriminación de 1945 de Alaska
El gobernador Gruening añade al reclamo de los Peratrovich y decide unirse a la lucha de los nativos alasqueños. En el año 1943, envían un proyecto de ley antidiscriminatoria a la legislatura de Alaska, pero este no fue aprobado por la cámara de diputados. En los siguientes dos años el matrimonio Peratrovich redobló los esfuerzos y comenzaron a hacer campaña para que más nativos alasqueños consiguieran bancas en la legislatura. Para esto, el matrimonio incluso dejó a sus hijos en un orfanato durante un verano, debido a que necesitaban viajar a través de todo el Estado, en ese entonces considerado un territorio de Estados Unidos. 
Un nuevo proyecto de ley antidiscriminatoria es presentado en la legislatura, esta vez, los resultados serían diferentes. Tras hacer campaña para que haya más representación indígena en las cámaras, dos nativos alasqueños habían sido electos, de esta manera el proyecto logra pasar diputados. Para el 4 de febrero de 1945, el proyecto de ley estaba en el senado. Uno de los senadores, Allen Shattuck, se oponía a la ley justificando que esto agravaría las tensiones raciales en vez de mejorarlas, explayándose, redobló diciendo: "¿quién es esta gente, apenas salida del salvajismo, que se quieren asociar con nosotros los blancos con 5.000 años de civilización registrada en nuestra historia?".
Cuando las puertas de la legislatura se abrieron para los comentarios del público, Elizabeth se pone de pie y expresa en respuesta al comentario de Allen Shattuck: "yo no hubiera esperado que alguien como yo, que apenas ha salido del salvajismo, tuviera que recordarle a los caballeros con 5.000 años de civilización sobre la existencia de la Carta de Derechos de los Estados Unidos". Finalmente, la ley es aprobada. El gobernador Gruening firmó la ley el 16 de febrero de 1945, transformándose en la primera ley antidiscriminación de los Estados Unidos.
La ley antidiscriminación de 1945 de Alaska, garantizó que todos los alasqueños y alasqueñas disfruten de espacios públicos. Además prohibió las señales discriminatorias. 
Toda la documentación, incluyendo correspondencia y papeles legales relacionados con la lucha por los derechos llevada a cabo por Elizabeth y su marido se encuentran en el Museo Nacional de los Indios Americanos.

## Reconocimientos

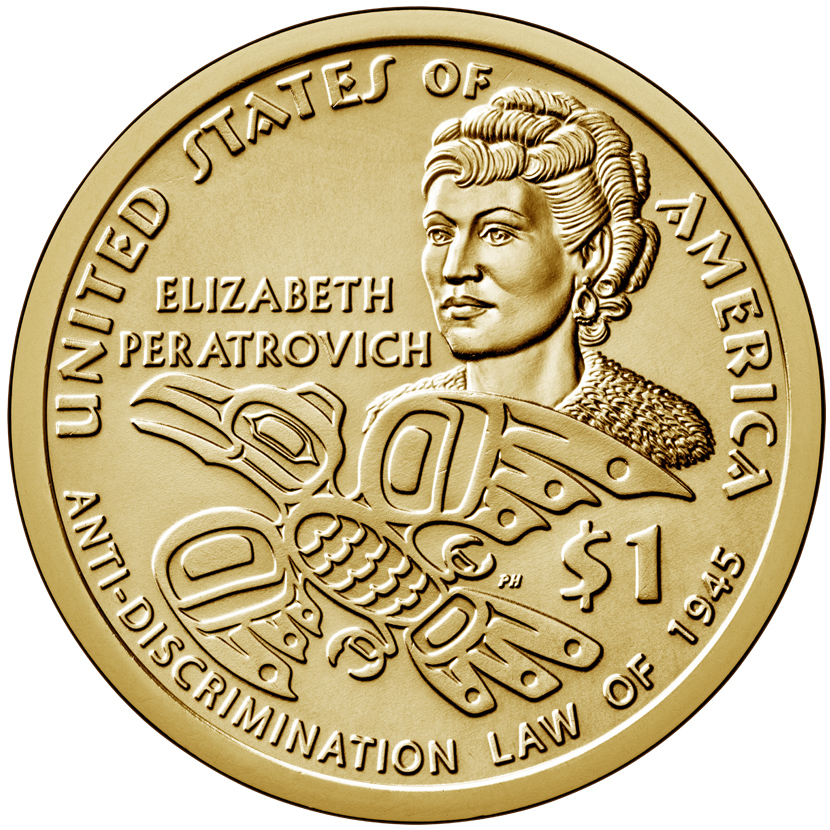
La moneda de 1 dólar del año 2020.

En el año 2020, Casa de Moneda de los Estados Unidos publicó una moneda de 1 dólar, con la cara de Elizabeth Peratrovich. Además, una de las galerías de la cámara de diputados de Alaska, lleva su nombre. En adición, hay una escultura de bronce de ella, esculpida por su hijo Roy Jr., en el vestíbulo del capitolio alasqueño. Cada 16 de febrero se celebra en Alaska el día de Elizabeth Peratrovich. El 30 de diciembre de 2020, Google homenajeó a Elizabeth publicando en Estados Unidos y Canadá, un doodle realizado por la artista tlingit Michaela Goade.

## Fallecimiento
Elizabeth falleció a los 47 años, el 1 de diciembre de 1958, en Seattle, Washington. En 1954 se había mudado a Oklahoma, porque su marido había aceptado una posición en el Bureau of Indian Affairs. En 1956, fue diagnosticada con cáncer de mama y decide regresar a Juneau. Al empeorar su condición fue admitida en un centro de cuidado en Seattle, ciudad en donde su hijo Roy Jr. se encontraba estudiando. Elizabeth Peratrovich descansa en el cementerio Evergreen de Juneau junto a su marido Roy Peratrovich quien falleció en 1989.